# Lepidosperma concavum
Lepidosperma concavum är en halvgräsart som beskrevs av Robert Brown. Lepidosperma concavum ingår i släktet Lepidosperma och familjen halvgräs. Inga underarter finns listade i Catalogue of Life.